# غاسبار أفيلا رودريغيز
غاسبار أفيلا رودريغيز (بالإسبانية: Gaspar Ávila Rodríguez)‏ هو سياسي مكسيكي، ولد في 6 يناير 1946. حزبياً، نشط في الحزب الثوري المؤسساتي. وقد انتخب عضو مجلس النواب المكسيك.